# Royaume de Kutai
IVe siècle – 1844
Kutai est le nom d'un ancien royaume d'Indonésie, dans l'est de l'île de Bornéo.
Le nom de « Kutai » subsiste dans celui de trois kabupaten (départements) de la province indonésienne de Kalimantan oriental dans l'île de Bornéo :

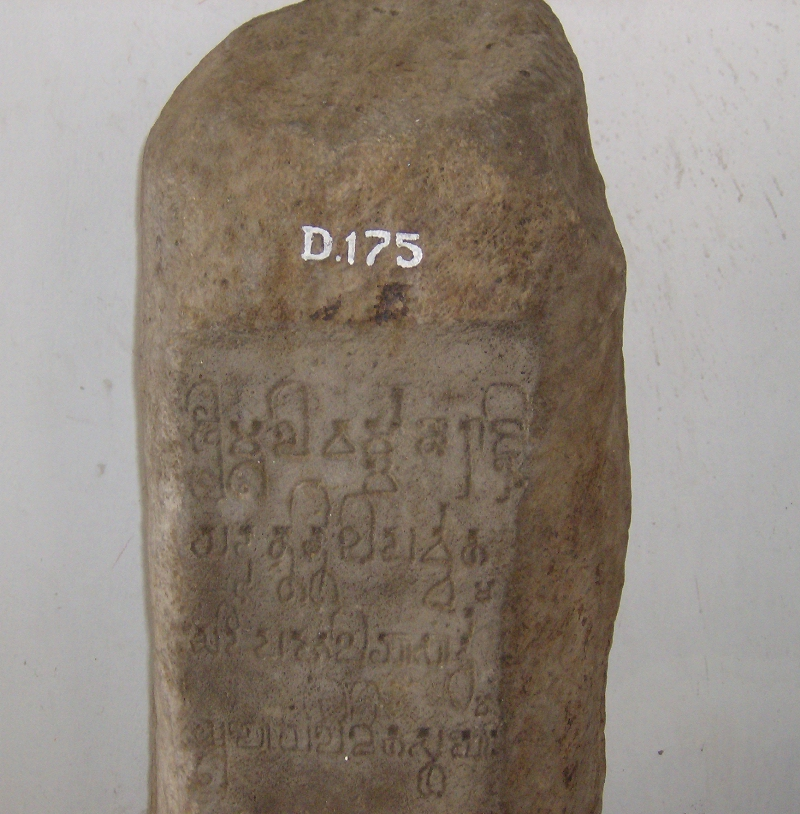
Un des yupa de Kutai

- Kutai occidental
- Kutai Kartanegara
- Kutai oriental.

## Histoire
C'est à Kutai qu'on a trouvé les plus anciennes inscriptions d'Indonésie connues à ce jour. Écrites en alphabet pallava et en sanskrit, elles figurent sur quatre poteaux sacrificiels de pierre (appelés yupa en sanskrit) qu'on a daté des environs de 400 apr. J.-C. Elles louent la générosité du roi Mulawarman, fils d'Aswawarman, envers les brahmanes. On n'a plus de trace dans cette région pour les 1 000 années qui suivent.
Les noms de Kutai et Pasir sont attestés dès le XIVe siècle apr. J.-C. Le Nagarakertagama, un poème épique écrit en 1365 dans le royaume javanais de Majapahit, les mentionne parmi les quelque cent « contrées tributaires » du royaume. En réalité, le territoire contrôlé par Majapahit ne s'étendait que sur une partie de l'est et du centre de Java. Les « contrées tributaires » étaient en fait des comptoirs formant un réseau commercial dont Majapahit était le centre. Majapahit y envoyait des dignitaires dont le rôle était de s'assurer que ces comptoirs ne s'adonnaient pas à un commerce privé qui échapperait au royaume.
L'origine mythique et la généalogie de la maison royale sont décrites dans le Salasilah Kutai, écrit dans un malais parsemé de mots provenant de la langue de Kutai et du javanais.

### Le sultanat

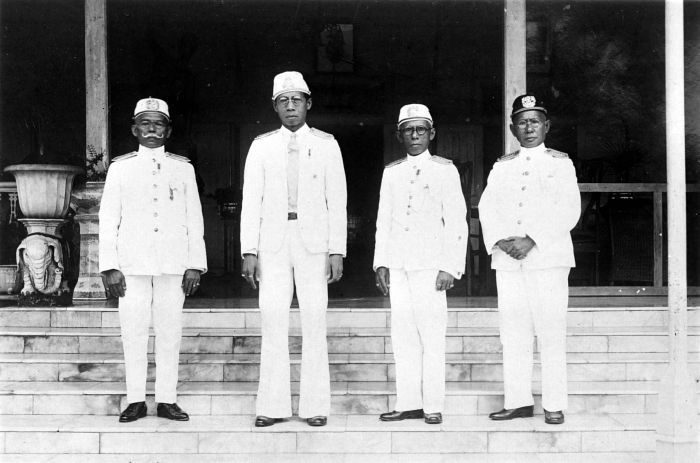
Le sultan Ali Muhammad Parikesit et quelques princes de Kutai

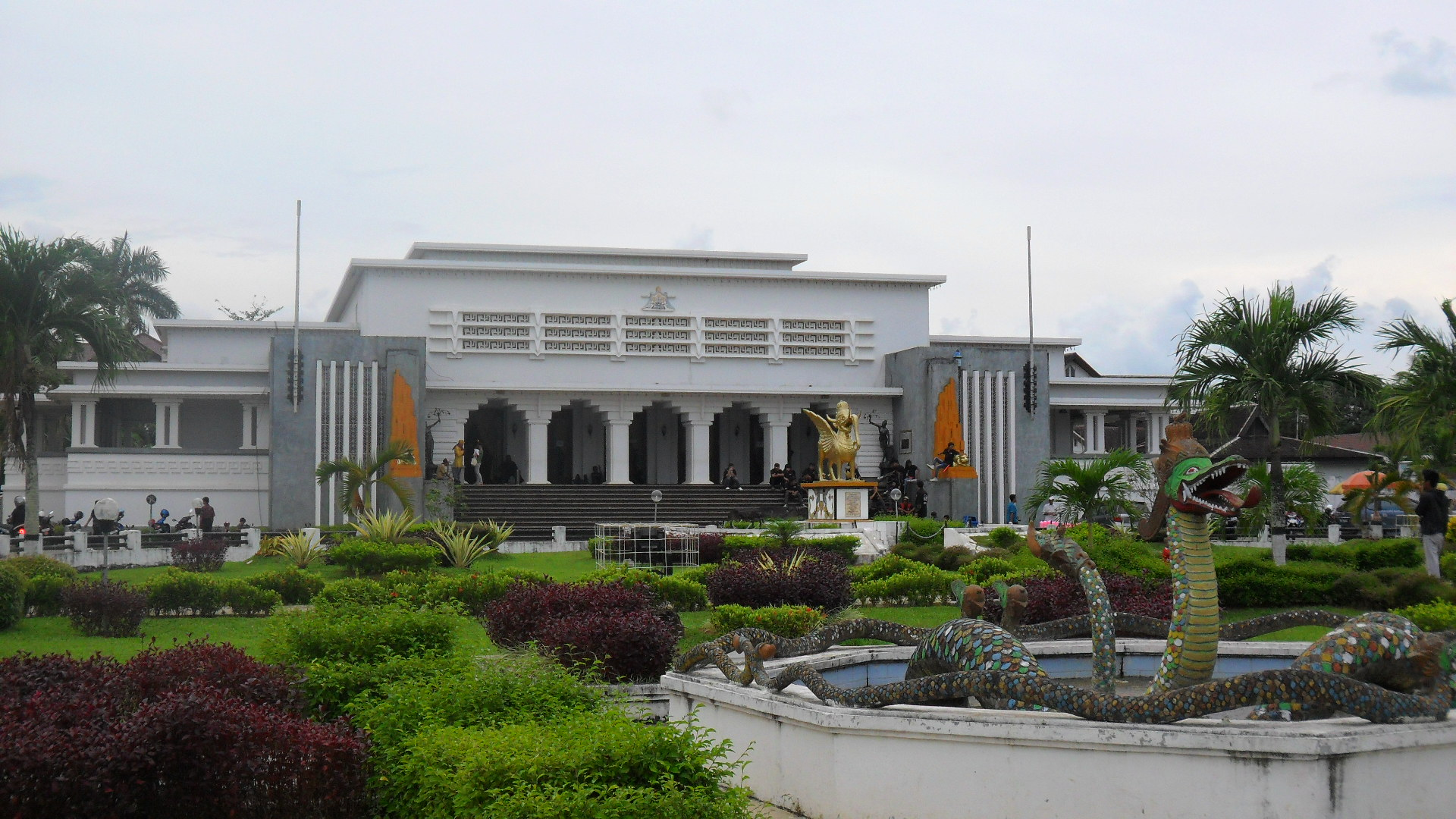
Le musée Mulawarman, ancien palais des sultans de Kutai

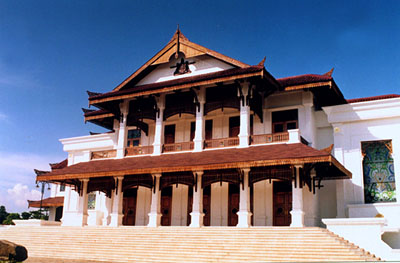
Le nouveau kedaton (palais royal) de Kutai Kartanegara, inauguré en 2002 à Tenggarong

Le sultanat de Kutai Kartanegara était situé dans l'actuelle province indonésienne de Kalimantan oriental, dans l'île de Bornéo. Sa capitale était Tenggarong, sur le fleuve Mahakam, en amont de Samarinda, la capitale de la province.
Dans les années 1920, les royalties provenant de la production pétrolière avaient fait du sultan de Kutai Aji Muhammad Parikesit l'homme le plus riche des Indes orientales néerlandaises. Il sillonnait le fleuve Mahakam dans sa puissante vedette et parcourait dans les deux sens la seule route de son royaume dans sa luxueuse limousine. En 1960, le gouvernement indonésien abolit le sultanat dans le cadre d'une politique « anti-féodale » et centralisatrice.
Kutai fait partie des anciennes cours que l'on cherche à faire revivre dans le nouveau contexte d'autonomie régionale en Indonésie. En 2001, le bupati (préfet) de Kutai Kartanegara a restauré le sultanat et offert au nouveau sultan, Aji Muhammad Saleh, un nouveau kedaton (palais royal), qui fait partie d'un parc à thème touristisque au bord du fleuve à Tenggarong. Dans le cadre de l'autonomie régionale, le kabupaten reçoit en effet une part appréciable des revenus pétroliers.